# North American Soccer League (1970)
North American Soccer League 1970 – 3. sezon NASL, ligi zawodowej znajdującej się na najwyższym szczeblu rozgrywek w Stanach Zjednoczonych i Kanadzie. Ostatnie mecze o Soccer Bowl rozegrano 2 i 13 września 1970 roku. Soccer Bowl zdobyła drużyna Rochester Lancers.

## Rozgrywki
Do rozgrywek ligi NASL w sezonie 1970 przystąpiło sześć drużyn. Z rozgrywek wycofał się Baltimore Bays, a przyłączyli się Washington Darts i Rochester Lancers z ASL. Na zakończenie rozgrywek Drużyna Gwiazd NASL na stadionie Soldier Field w Chicago rozegrała mecz z brazylijskim Santos FC z Pelé w składzie. Mecz zakończył się zwycięstwem brazylijskiej drużyny 4:3.

## Sezon zasadniczy
W = Wygrane, P = Porażki, R = Remisy, GZ = Gole strzelone, GS = Gole stracone, PKT = Liczba zdobytych punktów
Punktacja:
- 6 punktów za zwycięstwo
- 3 punkty za remis
- 0 punktów za porażkę
- 1 punkt każdy za gol zdobyty w trzech meczach

| Drużyna           | W | P  | R | GZ | GS | PKT |
| ----------------- | - | -- | - | -- | -- | --- |
| Rochester Lancers | 9 | 9  | 6 | 41 | 45 | 111 |
| Kansas City Spurs | 8 | 10 | 6 | 42 | 44 | 100 |
| St. Louis Stars   | 5 | 17 | 2 | 26 | 71 | 60  |

| Drużyna          | W  | P  | R | GZ | GS | PKT |
| ---------------- | -- | -- | - | -- | -- | --- |
| Washington Darts | 14 | 6  | 4 | 52 | 29 | 137 |
| Atlanta Chiefs   | 11 | 8  | 5 | 53 | 33 | 123 |
| Dallas Tornado   | 8  | 12 | 4 | 39 | 39 | 92  |

| Awans do finału          |
| Mistrz rundy zasadniczej |

## Drużyna gwiazd sezonu
| Pozycja | Pierwsza drużyna                     | Druga drużyna                         |
| ------- | ------------------------------------ | ------------------------------------- |
| BR      | Lincoln Phillips (Washington Darts)  | Leonel Conde (Kansas City Spurs)      |
| OB      | Charlie Mitchell (Rochester Lancers) | John Cocking (Atlanta Chiefs)         |
| OB      | Uriel Da Viega (Atlanta Chiefs)      | Delroy Scott (Atlanta Chiefs)         |
| PO      | Willie Evans (Washington Darts)      | Ray Bloomfield (Atlanta Chiefs)       |
| PO      | John Best (Dallas Tornado)           | Roy Turner (Dallas Tornado)           |
| PO      | Billy Fraser (Washington Darts)      | Bob DeLuca (Rochester Lancers)        |
| NA      | Carlos Metidieri (Rochester Lancers) | Warren Archibald (Washington Darts)   |
| NA      | Dave Metchick (Atlanta Chiefs)       | Clarival Oliveira (Kansas City Spurs) |
| NA      | Art Welch (Atlanta Chiefs)           | Kirk Apostolidis (Dallas Tornado)     |
| NA      | Leroy DeLeon (Washington Darts)      | Mike Renshaw (Dallas Tornado)         |
| NA      | Manfred Seissler (Kansas City Spurs) | Pat McBride (St. Louis Stars)         |

## Finał
| Drużyna 1         | Wynik | Drużyna 2        | Pierwszy mecz | Rewanż |                                                                                      |
| ----------------- | ----- | ---------------- | ------------- | ------ | ------------------------------------------------------------------------------------ |
| Rochester Lancers | 4:3   | Washington Darts | 3:0           | 1:3    | 2 września, Holleder Memorial Stadium – 9 321 13 września, Brookland Stadium – 5 543 |

### Pierwszy mecz
| 2 września 1970 | Rochester Lancers · Costa · Marotti | 3:0 | Washington Darts | Holleder Memorial Stadium, Nowy Jork Widzów: 9 321 Sędzia: Mike Ashkenazi |
|                 |                                     |     |                  |                                                                           |

### Rewanż
| 13 września 1970 | Washington Darts · DeLeon · Gyau · Browne | 3:1 | Rochester Lancers · Costa | Brookland Stadium, Waszyngton Widzów: 5 543 |
|                  |                                           |     |                           |                                             |

| North American Soccer League 1970 Zwycięzcy |
| ------------------------------------------- |
| Rochester Lancers 1. Tytuł                  |

## Nagrody
- MVP: Carlos Metidieri (Rochester Lancers)
- Trener Roku: Sal DeRosa (Rochester Lancers)
- Odkrycie Roku: Jim Leeker (St. Louis Stars)